# Zygositet
Zygositet refererar till det genetiska tillståndet hos en zygot. Inom genetiken beskriver zygositet likheten eller olikheten av DNA mellan kromosomer vid en specifik allel-position eller gen.
En organism är homozygot vid en specifik locus (platsen för en gen på kromosomen) när den bär två identiska kopior av den gen som påverkar en given egenskap på de bägge kromosomerna. Det betecknar alltså individer som har två likadana varianter, alleler, av en gen. Motsatsen är heterozygoter. Endast hos en homozygot individ leder recessiva anlag till synliga egenskaper, eftersom det inte finns något dominant anlag som döljer det.
En organism är heterozygot om den har två olika alleler som upptar samma gens plats i varje kromosom. Det beskriver en individ som har två olika alleler för den egenskapen. De båda kromosomerna i kromosomparet innehåller alltså olika varianter av genen. 
Heterozygositet betecknar tillståndet av att vara en heterozygot. Inom populationsgenetiken utsträcks det vanligen till att omfatta populationen som helhet; dvs andelen individer i en grupp som är heterozygota vid en viss locus.